# 甘河街道
甘河街道，是中华人民共和国陕西省西安市鄠邑区下辖的一个乡镇级行政单位。2002年撤乡设镇。2021年撤镇设街道，街道办事处驻甘河堡。

## 行政区划
甘河街道下辖以下地区：
甘河村、跃进村、丁村、围棋寨村、西滩村、运渠店村、东岩村、神南村、神北村、胜利村、宋村、马坊村、乔上村、双柏村、尹村、坳子村、西候村、东候村、东滩村、南板村、北板村、晏平寨村、元驾村、朱王村、东尧村和西尧村。